# Studentski kulturni centar

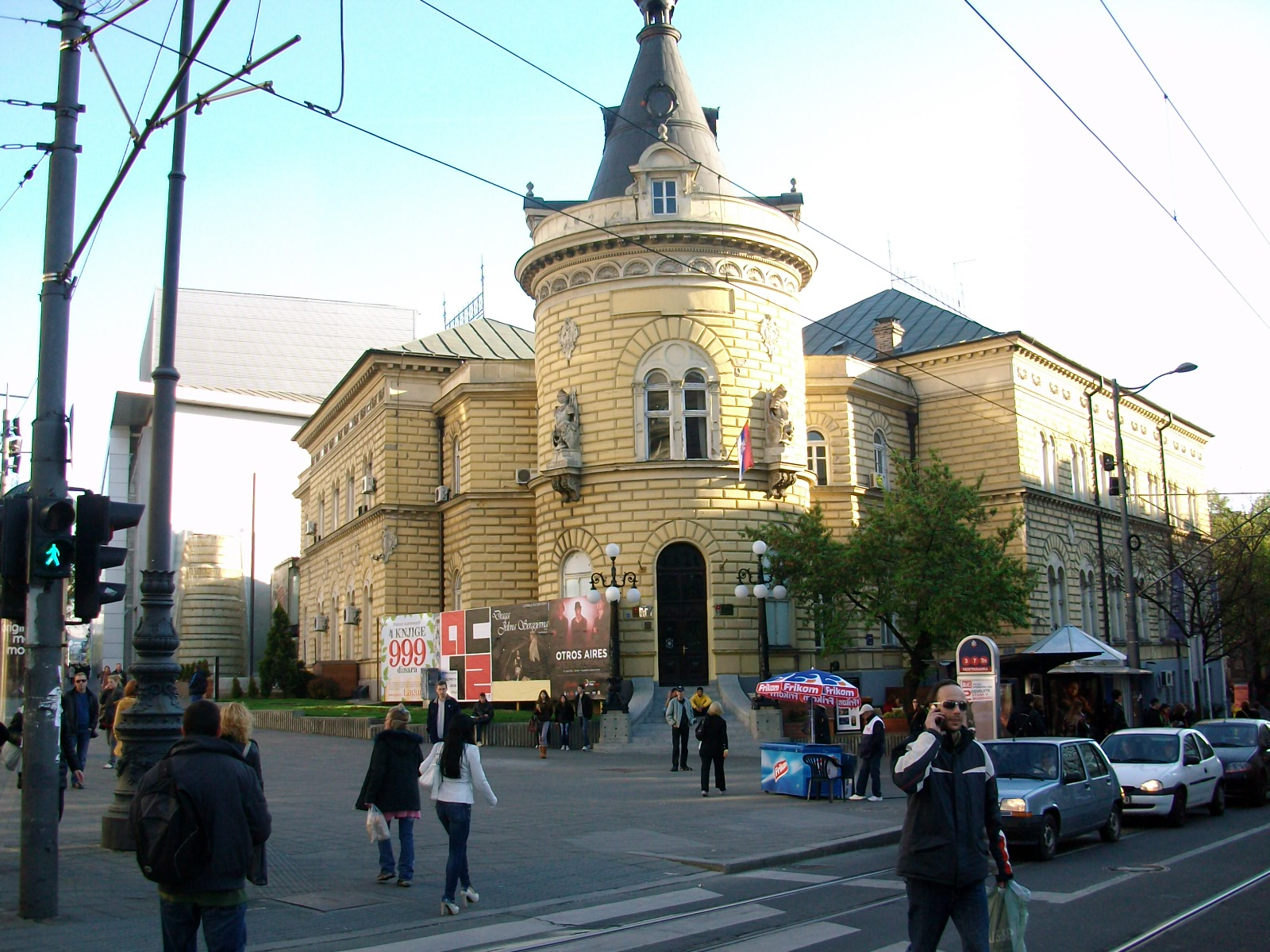
Le bâtiment du Studentski kulturni centar

Le  Studentski kulturni centar  ou centre culturel des étudiants,(en serbe cyrillique : Студентски културни центар ; en abrégé : SCK) est un centre culturel situé à Belgrade, la capitale de la Serbie.

## Présentation
Dans les années 1980, le SKC a joué un rôle important dans la diffusion du rock yougoslave. Des groupes importants, comme Šarlo Akrobata ou VIS Idoli, typiques de la Nouvelle vague yougoslave, s'y sont produits. Par ses concerts, il est encore aujourd'hui un des hauts lieux de la vie nocturne belgradoise. Il propose également des expositions d'art, des débats et des discussions.